# Canalización del Manzanares

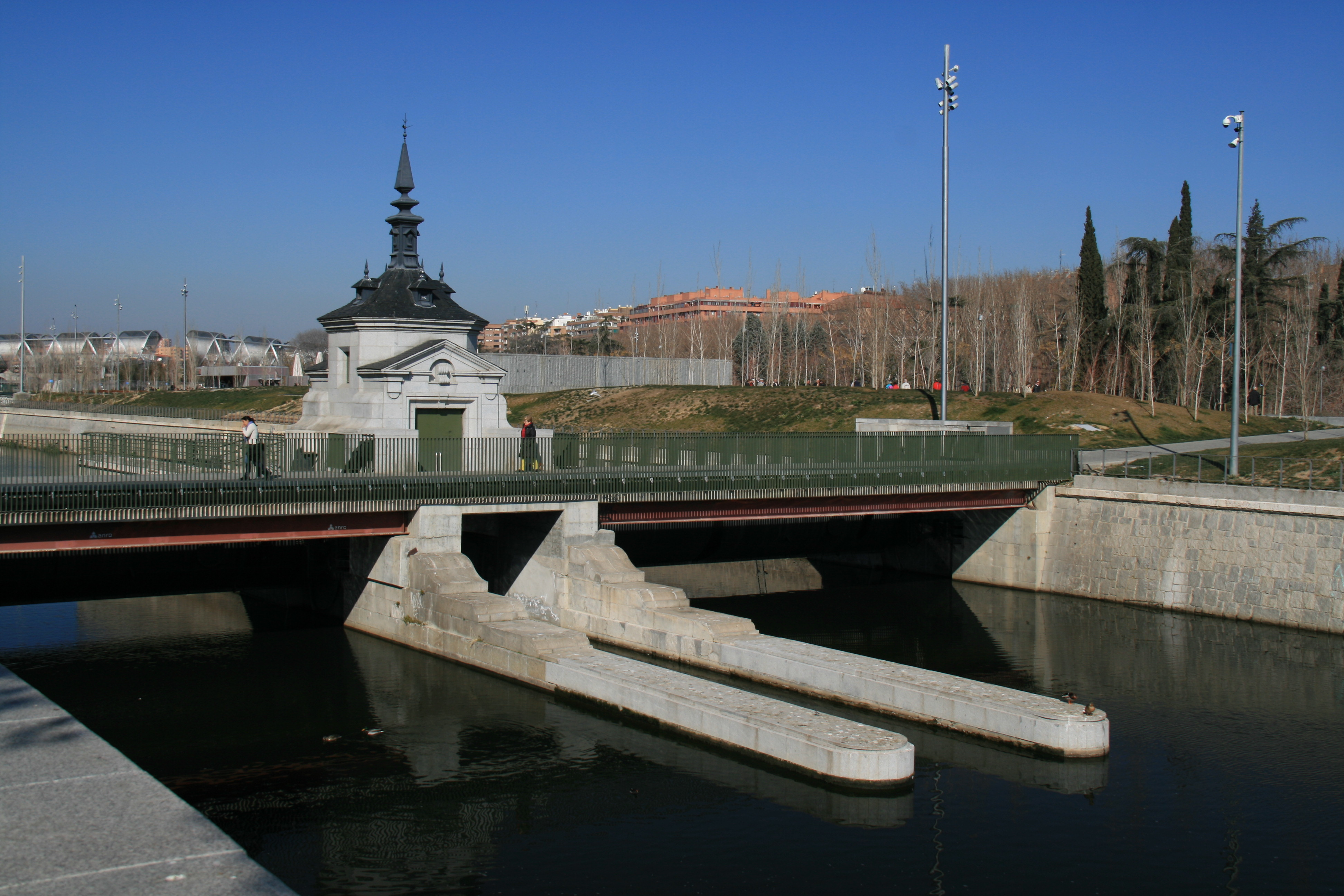
Esclusas construidas en los años cincuenta en la segunda canalización de la zona urbana del curso del río Manzanares.

La canalización del Manzanares fue una operación de remodelación urbanística de la cuenca del Manzanares a su paso por la ciudad de Madrid. Esta obra consistía en el adecuado acondicionamiento de las márgenes del río permitiendo un mejor acceso a las orillas del mismo, así como la urbanización de terrenos aledaños. La operación se realizó en diferentes etapas a comienzos del siglo XX, ambas interrumpidas por un periodo bélico, durante el cual la zona fue un sector de intensos combates. En la posguerra se renovó la zona con un plan de urbanismo comenzado a ejecutar en 1943, creando la denominada «Gran Avenida del Manzanares». El proyecto de Canal del Manzanares —a lo largo del Parque Lineal del Manzanares— no tiene nada que ver con estas operaciones que se consideran dentro de las acciones de saneamiento y ordenación urbana del sector del río que pasa por la ciudad. El proceso de canalización del Manzanares finaliza a mediados de los años cincuenta. La construcción de Madrid Río, finalizada en el año 2011, resultó ser el colofón. El proceso de renaturalización del río a partir del año 2016 finalizó el uso de las esclusas para embalsar el agua, devolviendo el carácter natural al río. 

## Historia
La primera remodelación de diversos sectores del río Manzanares a su paso por la ciudad de Madrid se remonta a los primeros instantes del reinado de Felipe II y su establecimiento de la capitalidad en la ciudad. La ciudad debido a su habitual crecimiento demográfico, sufre un ensanche por el sur. Pronto el río se convierte en una limitación urbanística seria. Pero no es hasta el 13 de agosto de 1908 cuando las Cortes Españolas aprobaron la denominada "Ley básica del Manzanares" en la que se enunciaba que el Estado español —a través de su representante, el Ministerio de Obras Públicas— era el responsable de la ejecución de las obras de canalización, así como de la mejora y urbanización de sus márgenes. Al mes de la ley se lanzó un concurso público que quedó desierto. Finalmente se redactó un proyecto más modesto que consistía en un encauzamiento y saneamiento del río. 

### Primeros trabajos
Este proyecto se ejecutó entre 1914 y 1925 y no logró el efecto deseado sobre el entorno. No obstante algunas avenidas y caminos que corrían paralelas al Manzanares se vieron ampliados favoreciendo su tránsito. Con la apertura de la Casa de Campo al público y su consiguiente conversión en parque público, se mejoraron algunos de los puentes como el del Rey, que se vieron ensanchados. Esta obra hizo la profesión de los lavaderos del Manzanares, con cuatro mil obreras que trabajaban a salario en ellos, fuera desapareciendo, debido en parte a la construcción de lavaderos públicos.
No obstante las obras realizadas se encontraron con el efecto devastador del frente de Madrid durante la Guerra Civil y varias batallas de larga duración como la que tuvo lugar en la Ciudad Universitaria. La canalización del Manzanares supuso un serio obstáculo para las tropas asaltantes el noviembre de 1936, que tuvieron que cambiar la táctica y evitar el tramo canalizado del río para dirigir su ataque principal aguas arriba de la posición del puente de los Franceses. Este obstáculo hizo que la Ciudad Universitaria se convirtiera en un campo de batalla.

### Canalización en el periodo de posguerra
En el periodo de posguerra se abrió una comisión y a comienzos del año 1942 se presentó el anteproyecto de mejora del entorno del río Manzanares.  El plan abarcaba sólo los aproximadamente cinco kilómetros de recorrido urbano del río: desde las inmediaciones de San Antonio de la Florida hasta 400 metros aguas abajo del Puente de la Princesa. La responsabilidad de estas tareas recayó sobre el denominado: Consejo de Administración de la canalización del Manzanares presidido por el ingeniero de caminos Carlos Mendoza. 
El desarrollo en planta de la canalización coincidió aproximadamente con el antiguo cauce, con algunas modificaciones como: la supresión de la denominada "Isla" y el desplazamiento a la derecha para que el río tuviera su cauce centrado los tres de Puente de Segovia. La sección del cauce típica posee unos cuarenta metros de ancho y unos cuatro de altura. La rasante del fondo quedó con una pendiente media de dos metros por kilómetro lineal. 
Entre las dos presas construidas por los Servicios Hidráulicos del Tajo, se construyeron otras cinco de alza móvil con 16 metros de luz, y una esclusa de tres metros de altura y 13 de luz. En el centro se puso una caseta con los mecanismos. Las alzas funcionan en modo manual y eléctrico. El paramento visible va chapado de mampostería de granito. Se restauró la ermita de la Virgen del Puerto (muy dañada en la guerra) y se abordó algún saneamiento en los puentes. El proceso constructivo se realizó por fases, la primera iba desde el Puente del Rey hasta el Pontón de San Isidro (pasarela ubicada entre los puentes de Segovia y de Toledo, la segunda desde el Pontón de San Isidro al puente de Toledo. Se contemplaron ampliaciones desde el origen al puente de San Fernando. La urbanización de la zona llevó a algunas expropiaciones de casas y de terreno colindante a orillas del río. Esta urbanización se inició a mediados de los años cincuenta.
Uno de los problemas que preocupaba a los constructores de los años cincuenta fue el problema de la depuración de las aguas. Durante el proceso de la segunda fase de canalización, el 23 de junio de 1958 el Atlético de Madrid presentó la solicitud de los terrenos colindantes a Canalización del Manzanares.